# Эванс, Сидни (боксёр)
Сидни Чарльз Х. Эванс (англ. Sydney Charles H. Evans; 1881 — 8 января 1927, Рединг) — британский боксёр, серебряный призёр летних Олимпийских игр 1908.
На Олимпийских играх 1908 в Лондоне Эванс соревновался в весовой категории свыше 71,7 кг. Дойдя до финала, он занял второе место и выиграл серебряную медаль.